# 梁兆经
梁兆经（1928年3月—？），山东海阳市小纪镇东野口村人。中华人民共和国政治人物。

## 生平
1955年5月，任山东省财委、省财贸部、省委组织部秘书、干事、巡视员。1965年7月，任莱阳县委副书记，革委副主任、县长。1984年4月离休。